# Feminismo indígena
O feminismo indígena é uma teoria e prática interseccional do feminismo que se concentra na decolonialidade, na soberania indígena e nos direitos humanos para as mulheres indígenas e suas famílias. O foco é capacitar as mulheres indígenas no contexto dos valores e prioridades culturais indígenas, em vez dos tradicionais, brancos e patriarcais. Nesta perspectiva cultural, pode ser comparado ao mulherismo nas comunidades afro-americanas.
As comunidades indígenas são diversas. Embora algumas mulheres continuem a deter um poder considerável nas suas nações tribais e sociedades tradicionais, muitas outras perderam os seus papéis de liderança nas suas comunidades; outras podem viver completamente fora das comunidades tradicionais. As mulheres que detêm o poder nas suas comunidades, ou no mundo em geral, também podem ter objetivos diferentes daqueles que ainda lutam pelos direitos humanos básicos.
O feminismo indígena moderno desenvolveu-se como uma visão de mundo comunitária que prioriza os problemas enfrentados pelas mulheres indígenas. Sobreviver a gerações de genocídio, colonização e racismo em curso resultou em prioridades para as mulheres indígenas que podem diferir daquelas do feminismo dominante. As principais feministas muitas vezes não estão dispostas a priorizar questões que são crises urgentes nas comunidades indígenas. Por exemplo, os casos norte-americanos da crise das Mulheres Indígenas Desaparecidas e Assassinadas (MMIW), a esterilização forçada de mulheres indígenas, a luta pelos direitos à terra e a vitimização sexual desproporcional de mulheres nativas americanas por homens brancos.
O feminismo indígena está relacionado com o feminismo pós-colonial, pois reconhece as consequências devastadoras da colonização sobre os povos indígenas e as terras que habitam, juntamente com a importância da descolonização no desmantelamento dos sistemas opressivos que foram introduzidos com a colonização. O papel central da base territorial ancestral e os atuais direitos à terra e lutas ambientais ligam o feminismo indígena a alguns aspectos do ecofeminismo. Diferenciar o feminismo indígena do feminismo branco dominante e suas formas relacionadas de feminismo (incluindo o feminismo liberal e o feminismo orientalista) é importante porque "as mulheres indígenas terão experiências concretas diferentes que moldam nossas relações com os temas centrais" do que as das mulheres não-indígenas.
O feminismo indígena também é conhecido por outros nomes, geograficamente específicos, como: feminismo nativo americano nos Estados Unidos, feminismo das Primeiras Nações no Canadá, feminismo aborígene ou indígena australiano na Austrália. Apesar do uso da palavra "Indígena", de aplicação mais global, a maior parte do texto que se refere ao "feminismo indígena" tende a se concentrar nas populações indígenas norte-americanas - nativos americanos nos Estados Unidos e povos indígenas no Canadá (Primeiras Nações, Inuit e Métis - também conhecido como FNIM).
No Brasil o termo feminismo indígena é preterido por "luta das mulheres indígenas", isso se dá pela observação entre as ativistas indígenas brasileiras da pluralidade de povos indígenas distintos dentro do Brasil, e a diferença entre os problemas enfrentados pelas mulheres de cada povo. Outro aspecto importante está na questão do direito ao trabalho pelas mulheres, reivindicação fundamental do feminismo, que sempre foi presente entre as mulheres originárias, seja em suas próprias comunidades, seja pelos processos violentos de escravidão.

### Organização e Protagonismo
Apesar dos avanços significativos do movimento de mulheres nos contextos urbanos, nas comunidades indígenas esse processo ainda está em fase de consolidação. No entanto, as mulheres indígenas já demonstram resistência aos papéis tradicionais que lhes foram historicamente atribuídos nas aldeias. Com isso, vêm inspirando as novas gerações a repensarem valores, concepções e possibilidades de organização social.
Atualmente, muitas mulheres indígenas lutam pelo direito à expressão e à participação ativa na defesa de seus ideais, deixando claro para suas comunidades que sua luta não visa suprimir os direitos dos homens, mas sim construir uma atuação conjunta e igualitária. Embora muitas vejam o feminismo ocidental como algo distante de suas realidades — por vezes considerado radical ou incompatível com seus modos de vida —, essas mulheres têm reivindicado um feminismo próprio, enraizado em suas culturas, práticas coletivas e modos de ser: o feminismo indígena, construído “do jeito de todas da aldeia”.
Com sua crescente participação nas lutas cotidianas, as mulheres indígenas passaram a ser mais reconhecidas e respeitadas em espaços anteriormente marcados pela predominância masculina. Essa trajetória de afirmação levou à criação de importantes organizações, como a Associação das Mulheres Indígenas do Alto Rio Negro (AMARN) e a Associação das Mulheres Indígenas de Taracuá, Rio Uaupés e Tiquié (AMITRUT), consideradas pioneiras no Brasil.
Essas associações desempenham papel fundamental na promoção dos direitos das mulheres indígenas, com ações voltadas à saúde, ao acesso a serviços ginecológicos de qualidade e à inserção de mulheres nas áreas da saúde. Além disso, atuam na formulação de políticas públicas que fomentam o desenvolvimento e a autonomia das mulheres, contribuindo para o fortalecimento do movimento indígena de forma ampla.
Vale destacar que o feminismo indígena vivenciado nas aldeias apresenta diferenças marcantes em relação àquele praticado por mulheres indígenas em contextos urbanos, refletindo a diversidade cultural, social e territorial dos povos originários. 

## Efeitos da colonização
Na maioria das comunidades indígenas, foram a colonização e o cristianismo que provocaram as mudanças mais profundas e prejudiciais na posição e no tratamento das mulheres.

### Feminismo Decolonial e Interseccionalidade
O feminismo indígena dialoga com o feminismo decolonial ao questionar as estruturas de poder impostas pelo colonialismo e pelo patriarcado. Pesquisadoras como Maria Lugones introduziram o conceito de "colonialidade de gênero", que analisa como as opressões de gênero estão entrelaçadas com as hierarquias raciais e coloniais.  
Além disso, o feminismo indígena incorpora uma abordagem interseccional, reconhecendo que as mulheres indígenas enfrentam múltiplas formas de discriminação, incluindo racismo, sexismo e marginalização econômica. Essa perspectiva é fundamental para compreender as complexas realidades vividas por essas mulheres e para desenvolver estratégias de resistência eficazes. 
As mulheres indígenas estão cada vez mais presentes nos espaços institucionais e nos movimentos sociais. Um exemplo é a criação da Articulação Nacional das Mulheres Indígenas Guerreiras da Ancestralidade (ANMIGA), fundada em 2021, que reúne lideranças de diferentes povos e regiões do Brasil, promovendo a participação política e a visibilidade das pautas indígenas nos debates públicos.
Lideranças como Sônia Guajajara e Célia Xakriabá são exemplos de mulheres indígenas que articulam suas lutas nos parlamentos e nas conferências internacionais, denunciando a violência contra os povos indígenas e promovendo uma política que reflita suas realidades e visões de mundo. 

### Relações de gênero nas comunidades indígenas
Através da colonização, os povos indígenas ficaram sujeitos a um sistema patriarcal racista que mudou significativamente as práticas sociais, econômicas e culturais das sociedades indígenas pré-contato. O poder econômico, político e espiritual mantido por mulheres nas comunidades indígenas ameaçava os europeus que chegavam, que usaram a "xenofobia e um medo profundo das práticas espirituais nativas" para justificar o genocídio como meio de dominação. Além disso, “embora os papéis tradicionais das mulheres nas comunidades indígenas variem amplamente, a colonização reordenou as relações de gênero para subordinar as mulheres, independentemente do seu estatuto anterior ao contato”.Suzack, Cheryl; Huhndorf, Shari M.; Perreault, Jeanne; Barman, Jean (2010). Indigenous Women and Feminism: Politics, Activism, Culture. Vancouver: UBC Press. ISBN 978-0-7748-1809-4</ref>

### Situação política e econômica das mulheres indígenas
As lutas enfrentadas pelos povos indígenas hoje se devem às ações tomadas pelos colonos para afirmar o domínio por meio da colonização. Os colonos brancos trouxeram muitas vezes um novo tipo de sistema econômico da sua nação europeia que incluía a ideia de propriedade privada, propriedade e trabalho de gênero, que foi imposta às comunidades indígenas. Em A Recognition of Being: Reconstructing Native Womanhood, Anderson observa, "a divisão entre trabalho público e privado e a introdução das economias capitalistas perturbaram as autoridades econômicas tradicionais das mulheres nativas". Para retirar o poder político das mulheres, os colonizadores forçaram sistemas regulatórios aos povos indígenas, o Indian Act Canadá é um exemplo disso. Este ato definiu o status das mulheres como inferior ao dos homens. A identidade e o estatuto indígenas eram agora determinados com base numa linhagem patrilinear, o que custou às mulheres grande parte do seu poder social e político. O poder político e espiritual das mulheres estão frequentemente conectados, uma vez que o papel espiritual ou teórico das mulheres subsidia também um papel político. Como resultado, “as tradições religiosas heteropatriarcais excluíram as mulheres pessoas dois espíritos dos papéis de liderança”.
Mulheres indígenas e o complexo industrial médico
Os colonizadores também trabalharam para reestruturar os sistemas sociais indígenas para se enquadrarem no ideal dos colonos brancos, rotulando quaisquer transgressores, como as mulheres, como “criminalmente insanos” por “violarem as convenções raciais e sociais”. Através da institucionalização das mulheres indígenas em hospitais psiquiátricos e sistemas penais, os colonizadores foram capazes de vigiar e controlar a reprodução das mulheres indígenas. Chunn e Menzies (1998) descobriram que um número desproporcional de mulheres que foram rotuladas como criminalmente insanas e encarceradas pertenciam a grupos minoritários étnicos e raciais; significativamente, das 38 mulheres encarceradas por motivos de insanidade criminosa, sete eram mulheres das Primeiras Nações.
O Canadá é conhecido pelo tratamento dispensado às suas mulheres indígenas da maneira mencionada acima. Por exemplo, os conselhos de eugenia canadianos usaram estas justificações de doença mental para aprovar Leis de Esterilização Sexual em Alberta e na Colúmbia Britânica entre as décadas de 1930 e 1970. Estes conselhos poderiam esterilizar à força pacientes institucionalizados que “se tivessem alta sem serem submetidos a uma operação de esterilização sexual, provavelmente gerariam ou dariam à luz filhos que, por motivo de herança, teriam tendência a doenças mentais graves ou deficiência mental”. 74% de todos os pacientes aborígenes apresentados aos conselhos de eugenia foram eventualmente esterilizados, em comparação com 60% entre todos os pacientes. Karen Stote, autora de An Act of Genocide: Colonialism and the Sterilization of Aboriginal Women, estima que o número de esterilizações ocorridas entre 1966 e 1976 seja superior a 1 200, das quais 1 150 eram mulheres indígenas.

## Teoria e estudos
O feminismo indígena procura basear-se em modelos tradicionais, ao mesmo tempo que incorpora ideias feministas modernas e interseccionais. O feminismo indígena diverge do feminismo pós-colonial, já que alguns argumentaram que a teoria pós-colonial em geral ignorou amplamente as histórias do colonialismo tal como existe para as populações indígenas. Alguns outros estudiosos indígenas (como Robert Warrior, Elizabeth Cook-Lynn, Craig S. Womack) expressaram preocupação com os limites da teoria pós-colonial e sua aplicação aos estudos indígenas. Muitas vezes há desconfiança nos paradigmas teóricos ocidentais que podem marginalizar as perspectivas indígenas. Em "Quem roubou os estudos dos nativos americanos?" Elizabeth Cook-Lynn discute o debate significativo sobre o que constitui pós-colonial e quem tem o privilégio de nomear quando uma sociedade se torna pós-colonial. Como resultado, muitos migraram para o feminismo indígena como forma de resolver estas questões com o feminismo pós-colonial.
O desenvolvimento do feminismo indígena moderno resultou de uma contra-insurgência contra a tentativa de aplicar o feminismo ocidental de forma igual e eficaz a todas as mulheres, independentemente das suas experiências. Tais tentativas são vistas como infrutíferas porque homogeneizaram as experiências muito diversas das mulheres e dos povos indígenas. Baseando-se na teoria da interseccionalidade de Kimberlé Crenshaw, a teoria feminista indígena procura reverter as formas como o feminismo branco "confunde ou ignora as diferenças intragrupo".
Cheryl Suzack e Shari M. Huhndorf argumentam em Mulheres Indígenas e Feminismo: Política, Ativismo e Cultura que: "Embora o feminismo indígena seja um campo nascente de investigação acadêmica, ele surgiu de histórias de ativismo e cultura de mulheres que tiveram como objetivo combater a discriminação de gênero, garantir a justiça social para as mulheres indígenas e combater o seu apagamento e marginalização social - esforços que se enquadram indiscutivelmente na rubrica do feminismo, apesar da relação tensa das mulheres indígenas com o termo e com os principais movimentos feministas." É importante notar que as questões urgentes para abordar o feminismo indígena cruzam a fronteira entre o que é considerado feminista e o que é considerado indígena.
Grande parte do feminismo indígena tomou forma em torno de questões que resultaram de práticas coloniais. O feminismo indígena é um resultado direto e uma resposta direta à colonização e à opressão contínua dos povos indígenas em todo o mundo. A necessidade de questionar as práticas culturais a partir de dentro permite que as mulheres indígenas moldem ativamente as suas próprias comunidades e ajuda a encorajar a autodeterminação e a propriedade cultural. Diferenciar o feminismo indígena do feminismo branco ilumina as maneiras pelas quais o feminismo branco não leva em conta totalmente as experiências indígenas.
Da mesma forma, o feminismo indígena é diferenciado de outros movimentos pelos direitos indígenas, como a teoria da libertação indígena, porque essas teorias "não estiveram atentas às formas de gênero pelas quais a opressão colonial e o racismo funcionam para homens e mulheres, ou aos sexismos inerentes e adotados que algumas comunidades manifestam." Existem algumas comunidades indígenas que optam por não se identificar como feministas e, portanto, se distanciam do feminismo dominante. Existem muitas razões para esta escolha, no entanto, Kim Anderson argumenta que se:
| “ | O feminismo ocidental é desagradável porque se trata de direitos e não de responsabilidades, então todos deveríamos levar a sério a responsabilidade e perguntar se estamos a ser responsáveis perante todos os membros das nossas sociedades. Se quisermos rejeitar a igualdade em favor da diferença, então precisamos de garantir que essas diferenças estão incorporadas em sistemas que capacitam todos os membros. Se considerarmos que o feminismo está demasiado investido no liberalismo ocidental e na autonomia individual, então precisamos de garantir que as nossas abordagens coletivistas servem todos no coletivo. E se quisermos abraçar elementos essenciais da feminilidade que têm sido problemáticos para as feministas ocidentais... então temos que garantir que esses conceitos não fiquem presos em interpretações literais ou patriarcais. | ” |

Muitos estudiosos e ativistas identificam o feminismo indígena como relacionado ao feminismo radical, uma vez que muitas vezes defende uma reviravolta de todos os sistemas de poder que organizam a subjugação das mulheres indígenas com base tanto na supremacia masculina como na diferença racial. O Feminismo Indígena incentiva a participação necessária tanto de homens como de mulheres na descolonização. Myrna Cunningham (médica e ativista misquita) afirmou que: “A luta dos Povos Indígenas não é uma ameaça às nossas lutas como mulheres indígenas. Pelo contrário, vemos estas lutas como recíprocas”. A descolonização é vista como a ferramenta definitiva para combater a subordinação dos povos indígenas.

#### Críticas e Tensionamentos em torno do Feminismo Indígena
Alguns acadêmicos ocidentais e escritores da cultura pop apontam que diversas populações indígenas optam por se distanciar do feminismo, visto que este, especialmente em sua forma hegemônica — o chamado "feminismo branco" —, muitas vezes não contempla a complexidade das experiências indígenas. Para algumas mulheres indígenas, o feminismo é percebido como irrelevante, uma vez que, em várias sociedades originárias, o status das mulheres era mais elevado antes dos processos de colonização.
No entanto, essa crítica parte frequentemente de uma definição estreita e ocidentalizada de feminismo, baseada em discursos coloniais que não refletem as realidades vividas pelas mulheres não-brancas e não-ocidentais. O feminismo dominante tende a negligenciar as intersecções entre gênero, raça, etnia e classe, o que aliena mulheres que não se identificam com os moldes do feminismo branco.
Apesar do feminismo, em essência, buscar identificar formas interconectadas de opressão que afetam as mulheres, o racismo estrutural e o desconhecimento das lutas específicas das mulheres indígenas contribuem para que estas não se sintam incluídas nas pautas dos feminismos convencionais.
Além disso, observa-se que grande parte da produção rotulada como “feminismo indígena” se refere majoritariamente a experiências de mulheres nativas dos Estados Unidos e, em menor escala, aos povos das Primeiras Nações do Canadá. Essa limitação geográfica pode apagar a pluralidade de feminismos indígenas existentes em outras regiões do mundo, como América Latina, Ásia, Oceania e África.
Há, ainda, outras vertentes feministas que, embora não se identifiquem diretamente como “feminismo indígena”, compartilham preocupações e objetivos semelhantes, como o feminismo interseccional, o feminismo pós-colonial, o feminismo transnacional, o feminismo asiático e o feminismo nativo havaiano. Cada uma dessas correntes aborda as opressões de forma situada e contextualizada, sendo frequentemente estudadas de maneira separada devido às diferenças de ênfase teórica, metodológica e política. 

## Crítica ao feminismo branco
As feministas indígenas são muitas vezes relutantes em se envolver com a teoria feminista dominante ocidental devido à incapacidade dessa de reconhecer os efeitos do processo de gênero do colonialismo sobre as mulheres indígenas, bem como ao padrão histórico de mulheres brancas que não compreendem, ou não estão dispostas a ser aliadas contra, as múltiplas opressões enfrentadas pelas mulheres indígenas. As feministas tradicionais geralmente assumem que o combate à opressão com base no sexo ou no gênero é a principal (ou mesmo a única) prioridade, enquanto a indigeneidade é de importância secundária. Moreton-Robinson escreveu que as feministas brancas "são extraordinariamente relutantes em se verem na situação de opressoras, pois sentem que isso acontecerá às custas de se concentrarem em serem oprimidas". Este foco em colocar as necessidades das mulheres brancas antes das das mulheres indígenas tem raízes históricas e pode deixar as feministas indígenas cansadas de homogeneizar os supostos objetivos e direitos das "mulheres". Todas as mulheres indígenas partilham a experiência comum de opressão resultante do colonialismo; esta é uma opressão que eles compartilham com todos os outros povos indígenas.
A perspectiva das mulheres indígenas é, portanto, moldada pela sua ligação histórica à sua base territorial, um legado de desapropriação, racismo e sexismo, continuando o seu ativismo dentro de contextos por vezes matriarcais, bem como negociando políticas sexuais entre e dentro das culturas não-brancas. O privilégio relativo das mulheres feministas brancas de classe média está ligado a um legado muitas vezes não questionado e não reconhecido de se beneficiar do colonialismo e da expropriação dos povos indígenas. Para as mulheres indígenas, todas as feministas brancas beneficiaram da colonização e continuam a colher esses benefícios; as mulheres brancas estão representadas de forma esmagadora e desproporcional, desempenham papéis importantes e constituem o padrão normal de feminilidade na Austrália e em outros países coloniais. De acordo com Carrie Bourassa, o problema em abordar as questões feministas indígenas através desta lente é que o próprio feminismo branco dominante foi infundido com uma narrativa de colonialismo. Usou a indigeneidade, o racismo, a heteronormatividade e o cristianismo como ferramentas para “outros” povos indígenas e justificou a necessidade de “civilizá-los”; como resultado, tem havido uma falta de inclusão do trabalho das mulheres indígenas nos discursos dominantes.
Aileen Moreton-Robinson (socióloga aborígene australiana) argumenta que normalmente, quando as feministas brancas “defendem” ou “incluem” as mulheres indígenas no seu ativismo, tem sido num sentido simbólico, principalmente para o seu próprio benefício, e não para o benefício coletivo de todas as mulheres, incluindo as necessidades das mulheres indígenas australianas. Tem sido evidente em muitos movimentos feministas indígenas que "o feminismo aborígene (e outras formas de feminismo indígena) é um envolvimento teórico com a história e a política, bem como um envolvimento prático com questões sociais, econômicas, culturais e políticas contemporâneas". Embora as mulheres indígenas possam reconhecer que há sobreposição nos objetivos das feministas indígenas e das feministas tradicionais, muitas, como Celeste Liddle (escritora arrente) "acreditam fortemente que, como mulheres aborígenes, embora as nossas lutas estejam relacionadas com lutas feministas em curso dentro de outros grupos racialmente marginalizados, Eles não são os mesmos." Um argumento apresentado por Minnie Gray em seu ensaio, From the Tundra to the Boardroom to Everywhere in Between, sobre o feminismo dominante é como ele muitas vezes falha em olhar além dos fundamentos da opressão feminina com base no sexo e gênero em outras questões, como como classe, educação e os efeitos dessas formas de opressão sobre os homens indígenas.
| “ | "Nós, como mulheres inuítes, temos lutado por coisas como salário igual para trabalho igual, partilha igual de funções para o bem da família, direitos iguais para participar nos processos de tomada de decisão dos nossos governos, direitos iguais para a contratação das mulheres em todos os níveis do comércio e da ciência, direitos iguais na educação e, o mais importante, direitos iguais para criar os nossos filhos em condições seguras, saudáveis e positivas. Isto significa, entre outras coisas, acima da linha da pobreza. Enxergo tais aspirações não como a libertação das mulheres, mas como a libertação dos povos. Na verdade, precisamos e amamos os nossos homens e, da mesma forma, precisamos de os libertar dos conceitos que os ligam a papéis tradicionais inquebráveis que, por sua vez, mantêm intacto o status quo em muitas regiões do mundo." | ” |

Um exemplo da necessidade de incorporar perspectivas exclusivamente indígenas está na luta da segunda onda pela paridade salarial com os seus homólogos masculinos. Celeste Liddle argumenta que "por exemplo, embora a igualdade de remuneração seja importante para todos nós, durante muitos anos os aborígenes historicamente não foram pagos pelo seu trabalho". Portanto, a luta da segunda onda pela igualdade salarial (entre outras questões) foi percebida como empurrando os direitos das mulheres indígenas para a periferia.
Outro exemplo está no tempo necessário para alcançar certos direitos. Por exemplo, embora às mulheres brancas consideradas cidadãs do Canadá tenha sido concedido o direito de voto em 1918, todas as outras mulheres só tiveram o direito de votar muito mais tarde. As mulheres aborígenes no Canadá não foram autorizadas a votar até a década de 1960, altura em que a segunda onda do feminismo se afastou de tais questões.
Rauna Kuokkanen (cientista política sámi) defendeu um paradigma especificamente indígena, em oposição a um paradigma feminista, porque embora "algumas teorias e práticas feministas também visem mudanças sociais e políticas em uma sociedade... suas abordagens muitas vezes excluem noções de coletividade, bem como direitos à terra que são elementos centrais para os povos indígenas”.
Outra crítica contra o feminismo dominante é apresentada por Cunningham:
| “ | Veem que o paradigma feminista dominante se baseia num modelo não reconhecido de centro e periferia. Neste modelo, as mulheres indígenas, afrodescendentes e pobres ocupam a periferia e devem aceitar as ideias e a conceitualização do feminismo tal como definido por aquelas que estão no centro. Por outras palavras, espera-se que nós, mulheres indígenas, aceitemos a imagem dominante do que constitui a opressão e a libertação das mulheres. O problema é que esta imagem corresponde apenas parcialmente às nossas próprias experiências. Elementos da nossa experiência que não correspondem a este quadro são negados ou marginalizados. Este modelo dominante tenta homogeneizar o movimento das mulheres, afirmando que todas as mulheres têm as mesmas exigências e o mesmo acesso ao gozo dos seus direitos. Esta suposição errada nega as diversas necessidades e visões culturais, linguísticas e sociais de grupos distintos de mulheres. | ” |

Acadêmicas feministas indígenas têm resistido à cooptação e exploração de seus estudos como outro resultado do colonialismo. Como um coletivo, várias acadêmicas feministas indígenas apelaram à "profunda necessidade de transparência e responsabilidade à luz das histórias traumáticas de colonização, escravidão e genocídio que moldam o presente" a fim de garantir que o feminismo indígena seja informado pela descolonização.

## Críticas ao feminismo indígena
Uma crítica ao feminismo indígena entre alguns acadêmicos ocidentais e escritores da cultura pop é que as populações indígenas "optam por se distanciar do feminismo". O feminismo é visto como sem importância por algumas mulheres indígenas porque o estatuto das mulheres em algumas destas sociedades era mais elevado antes da colonização. Isso quer dizer, segundo Hall, que ser “indígena” é inerentemente “feminista”. Mas esta crítica em si baseia-se numa definição de feminismo (ou “feminismo branco”) como “discursos coloniais relevantes apenas para as mulheres ocidentais”. O feminismo como um todo é frequentemente generalizado como um fenómeno branco americano, com vários estudiosos e feministas argumentando que o feminismo branco aborda de forma insuficiente as preocupações das mulheres de origens mais diversas. A feminista indígena australiana Aileen Moreton-Robinson argumenta que todas as mulheres indígenas vivenciam a experiência de viver em uma sociedade que as deixa de lado, o que precisa ser desafiado por meio da prática do feminismo indígena. Embora todo feminismo tenha como objetivo identificar formas interconectadas de opressão que afetam todas as mulheres, historicamente, o racismo, juntamente com a ignorância dos não-nativos sobre a existência contínua das mulheres nativas e lutas específicas continuou a alienar as mulheres indígenas. que não consideram que o feminismo dominante as acolhe ou aborda as suas preocupações mais cruciais.
A maioria dos textos rotulados como "feminismo indígena" referem-se apenas às populações indígenas de nativos americanos nos Estados Unidos e, em menor grau, aos povos das Primeiras Nações do Canadá . Este é frequentemente o caso quando as próprias “feministas indígenas” são referidas, como Leanne Betasamosake Simpson e Leslie Marmon Silko.
Existem várias formas de feminismo que abordam as populações indígenas e podem seguir teorias, temas e/ou estudos semelhantes do feminismo indígena, mas não se identificam diretamente como "feminismo indígena". Essas formas de feminismo podem incluir o feminismo interseccional, o feminismo transnacional, o feminismo pós-colonial, o feminismo nativo havaiano, o feminismo na Índia, e o feminismo asiático. Estas formas de feminismo são frequentemente separadas umas das outras, tanto nos estudos como no ativismo, devido às ligeiras diferenças de crenças e focos.

## Ativismo
A resistência e o activismo contra as potências coloniais dominantes podem assumir diversas formas, incluindo, mas não se limitando a: protesto legal ou político, práticas de cura, narração de histórias ou activismo artístico.

### Mulheres indígenas desaparecidas e assassinadas (MMIW)
A tentativa contínua de genocídio de mulheres indígenas é de extrema prioridade no feminismo indígena, enquanto no feminismo dominante este feminicídio raramente é priorizado, a menos que sejam mulheres não indígenas sendo assassinadas.
Nos dias 4 de outubro e 14 de fevereiro, as feministas indígenas há anos incentivam a comunidade a participar de vigílias e ações por justiça para essas mulheres e suas famílias. “Sisters In Spirit” é um grupo que organiza as vigílias, em homenagem às vidas de Mulheres e Meninas Indígenas Desaparecidas e Assassinadas (MMIWG). Estas vigílias resultaram no lançamento, pelo Governo do Canadá, de um inquérito nacional sobre mulheres e meninas indígenas desaparecidas e assassinadas, em Setembro de 2016. Este inquérito examinou e relatou a violência contra mulheres e meninas indígenas no Canadá, observando os padrões, os fatores subjacentes e, em última análise, a causa sistêmica da violência. Embora o progresso do inquérito tenha sido retardado e por vezes sufocado por questões como a falta de clareza relativa às datas dos testemunhos e pessoal e recursos limitados, acabou por chegar à conclusão de que existe um genocídio em curso contra as mulheres indígenas na América do Norte.
Nos Estados Unidos, o Centro Nacional de Recursos para Aumentar a Segurança de Mulheres Nativas e seus Filhos (NIWRC) foi criado "para aumentar a capacidade das tribos indígenas americanas e nativas do Alasca, havaianos nativos e organizações tribais e nativas havaianas para responder à violência doméstica." Esta organização também compartilha temas feministas indígenas por sua dedicação à soberania e à segurança das mulheres e crianças indígenas.

### Idle No More
Idle No More é um movimento indígena fundado por três mulheres indígenas e uma aliada não-nativa, com a intenção de "mudar os discursos contemporâneos de direitos, soberania e nacionalidade, argumentando que são as mulheres indígenas que deveriam deter o poder político das nações indígenas, ou pelo menos possuir assento igual na mesa de debate." Os seus principais temas de ativismo incluem a soberania, o ressurgimento da nacionalidade, a protecção ambiental e a resistência à violência contra as mulheres indígenas. Este trabalho está sendo realizado por meio de alterações na Lei Indígena do Canadá, uma peça legislativa que restringe a soberania indígena, bem como pela defesa da proteção ambiental. O seu ativismo pede às pessoas, independentemente da ascendência indígena ou não, que honrem a soberania indígena e protejam o meio ambiente. Outra organização canadense que foca e promove os ideais feministas indígenas é a Associação de Mulheres Nativas do Canadá (NWAC). Eles trabalham para empoderar as mulheres, desenvolvendo e alterando a legislação que afeta os povos indígenas.

### Dia dos Povos Indígenas
Trabalhar para mudar o nome de “Dia de Cristóvão Colombo” para “Dia dos Povos Indígenas” é um exemplo de mudança na narrativa da Indigeneidade nos Estados Unidos. Os defensores desta mudança acreditam que Colombo tem sido objeto de "adoração", apesar de muitos aspectos negativos para ele, incluindo "a sua arrogância, a sua má administração dos seus empreendimentos coloniais e a sua consciência cega, que não foi perturbada pela escravização dos povos nativos, mesmo fazendo isso contra a vontade de seus apoiadores reais." Este dia se junta a outros dias de celebração das populações indígenas, incluindo o Mês da Herança dos Nativos Americanos nos Estados Unidos, o Dia del Respeto a la Diversidad Cultural na Argentina, Dia de la Hispanidad na Espanha, Dia de la Resistencia Indigena (Dia da Resistência Indígena) na Venezuela e o Dia Internacional dos Povos Indígenas do Mundo.

### Trauma intergeracional e práticas de cura indígenas
Devido ao trauma intergeracional que é transmitido de geração em geração devido à colonização violenta, a cura é um aspecto importante da resistência. As práticas de cura incluem a realização de um trabalho que reverte ao trabalho indígena tradicional cultural pré-colonizado, como tecelagem, costura, música ou mesmo a participação ativa na comunidade indígena. Junto com isso, reivindicar a soberania por meio da narração e da escrita de histórias também são formas de ativismo indígena. Escrever é uma ferramenta particularmente útil na cura e no ativismo. Serve tanto como "meio de sobreviver à opressão quanto como forma de se envolver no processo de cura". O livro This Bridge Called My Back, Writings by Radical Women of Color torna essa ideia uma realidade, ao publicar narrativas honestas e criativas sobre o feminismo nativo e indígena e contextualizar essas peças na academia.

## Variações por nação e região

### Austrália
Ao longo da história australiana, grande parte do ativismo das feministas indígenas tem defendido muito mais do que a libertação feminina, mas a libertação dos indígenas australianos como um todo, incluindo a melhoria dos cuidados de saúde, fim do racismo estrutural na mídia e no sistema judicial, bem como melhorias no sistema educacional com um sistema de ensino bilíngue mais inclusivo, na esperança de reviver as línguas indígenas nas escolas e comunidades. Os movimentos feministas dentro da comunidade indígena aparentemente nunca se preocupam estritamente com a melhoria do tratamento para as mulheres, mas sim com a melhoria da qualidade de vida de todos os indígenas australianos.
A luta contínua pela libertação definitiva nas comunidades indígenas, principalmente por parte das mulheres, significa procurar o reempoderamento como indivíduos e como comunidade. Este movimento de reempoderamento procura primeiro reconhecer a colonização como uma forma de desempoderamento, para depois reconstruir e reviver as práticas espirituais e culturais das mulheres indígenas acompanhadas de cura. É reconhecido e acreditado que um elemento-chave para curar a alma das feridas causadas pela colonização é as mulheres contarem as suas histórias; histórias que de outra forma foram apagadas, distorcidas ou alteradas para atender às necessidades do colonizador. Atualmente, continuam a ocorrer debates e protestos a nível nacional para alterar a data ou o nome do dia nacional da Austrália, conhecido como "Dia da Austrália", que celebra a chegada da Primeira Frota ao continente australiano no dia 26 de Janeiro. Entre os indígenas australianos, a data é conhecida como “Dia da Invasão”; há apelos para mudar o dia para uma data diferente, devido à natureza traumatizante do dia para os indígenas australianos, bem como recomendações para mudar o nome para “Dia da Sobrevivência”, para reconhecer os maus tratos e deslocamento das comunidades indígenas. Em linha com estes apelos, o Conselho de Yarra de Melbourne deixou de realizar cerimónias de cidadania em 26 de Janeiro.

### México
O feminismo dominante é frequentemente visto pelas mulheres negras como um movimento centrado em mulheres brancas, heterossexuais e de classe média. No entanto, o movimento feminista como um todo nunca foi um movimento exclusivo do Norte Global, mas sim tem raízes em todo o mundo – atravessando barreiras étnicas, raciais e territoriais. No México, as feministas mexicanas sublinham que as suas políticas variam entre os diversos grupos étnicos e sociais, por isso é importante desafiar as percepções em torno do que é e do que não é considerado "feminista". O feminismo indígena é um feminismo coletivo, ao contrário de muitas formas de feminismo ocidental dominante, que tende a ser caracterizado pela individualidade e pela ideologia liberal. No México, 7 em cada 10 mulheres indígenas vivem na pobreza e 3 em cada 10 na pobreza extrema; estão subordinados pelo seu género, mas também pela sua classe social e etnia.
No México, foi necessário criar um movimento diferente do feminismo liberal dominante para melhor representar as mulheres feministas indígenas. Como as feministas indígenas pertencem não apenas a um, mas a dois grupos minoritários, são geralmente excluídas pelas feministas não-indígenas. O feminismo hegemônico, juntamente com o próprio termo feminismo, é desafiado pelas suas generalizações sobre as mulheres; além disso, ambos são vistos como não reconhecendo que o gênero é construído de forma diferente em diferentes contextos históricos, e que as mulheres indígenas têm o seu próprio conceito de dignidade da mulher. O feminismo no México concentra-se principalmente em fazer exigências universais, como a eliminação da disparidade salarial entre homens e mulheres e o fim da violência doméstica. O feminismo mexicano muitas vezes não denuncia o colonialismo, o racismo e as desigualdades econômicas como fontes de segregação e discriminação contra as mulheres indígenas.
O sofrimento, a discriminação e a indiferença levaram estas mulheres a pegar em armas, a levantar a voz e a exigir uma participação ativa contra as desigualdades étnicas. As mulheres indígenas redefiniram os perfis de cultura, comunidade, direitos e costumes. Segundo Lugo, esse processo pode ser catalogado como os primeiros sinais do feminismo indígena. Com o nascimento do feminismo indígena no México, propõe-se repensar a realidade dos povos indígenas, não apenas com base na sua identidade de gênero, mas também complementando-a com a análise da sua identidade étnica. Exigem uma transformação da sociedade mexicana e do Estado, criticando o nacionalismo que levou o governo e os habitantes mexicanos a confiarem em valores patriarcais, lesbofóbicos e homofóbicos que podem provocar formas de violência étnica.

#### Zapatistas e a Lei Revolucionária das Mulheres
Constituído predominantemente pelos grupos indígenas de Chiapas (tseltais, tsotsis, choles, tiobais, zoques, canjobais e mames), o movimento zapatista tem lutado pelos direitos dos indígenas mexicanos. As mulheres desempenham um papel importante no exército zapatista e procuram “uma política sem subordinação de gênero”, bem como os direitos indígenas. Olivera afirma que “as camponesas indígenas que se integraram como combatentes ou - nas palavras do Subcomandante Marcos - 'redes de apoio' (bases de apoyo) representaram um terço dos membros do EZLN”. O objectivo das Zapatistas é eliminar a segregação racial e de gênero, invadindo um espaço público masculino e mestiço onde as suas vozes foram silenciadas. O movimento zapatista resultou na consolidação do direito indígena à autodeterminação na constituição mexicana. Simultaneamente, os zapatistas defenderam os direitos das mulheres com a Lei Revolucionária das Mulheres. A Lei Revolucionária das Mulheres tem importância para o feminismo, pois é colocada ao lado de outras leis do EZLN. A Lei Revolucionária das Mulheres e as mulheres zapatistas “levaram à criação de espaços para as mulheres indígenas de diferentes regiões se organizarem de forma autônoma, promovendo uma mudança nos tipos de atividades e discursos que caracterizaram suas trajetórias organizativas até a década de 1990”.